# Pontocythere subtriangularis
Pontocythere subtriangularis is een mosselkreeftjessoort uit de familie van de Cushmanideidae. De wetenschappelijke naam van de soort is voor het eerst geldig gepubliceerd in 1982 door Hou.